# Перемагаючи Долю (серія книг)
Перемагаючи Долю — серія книг українського письменника Олександра Зубченка, від Видавництва Старого Лева. Книга стала переможцем конкурсу «Коронація слова» у 2011 році. У 2014 році перша частина трилогії була номінована на премію «Книга року ВВС» в номінації «Дитяча книга року ВВС».

## Історія Створення
Перший роман «Перемагаючи Долю» був представлений у 2011 році і того ж року, нагороджений на премію Коронація Слова. Сам письменник в інтерв'ю «Галавреду» пояснює написання роману «Перемагаючи Долю» так:
"Чому, наприклад, у США пастухи-ковбої стали національним символом і, не зважаючи на досить злочинну діяльність по відношенню до корінного населення, для всього світу виступають у ролі благородних героїв? Чому ж наші козаки, справжні благородні герої, не є такими для нас? Хоча ті ж американці зняли фільм «Тарас Бульба».
В тому ж інтерв'ю автор зазначає проблему шкільної програми та потребу написання романів, що зацікавлять підлітків у розумінні історії у найбільш стислій формі. 
«Ми живемо в такий час, коли всі кудись поспішають, не встигають та й не бажають заглиблюватися у проблеми, сприймають усе поверхово, нальоту. Це найвищою мірою стосується і підлітків. Воно сприймають інформацію однією фразою, далі — їм нецікаво. Тим більше, вся сучасна шкільна програма підштовхує до поверхового знання. В основному — знання дат, подій, а що за ними стоїть, які людські долі ламаються, уже не до того. Це — державна проблема… Тому роман я писав, намагаючись у найбільш стислій формі надати більше інформації, інтриги, пригод. Я думаю, що роман зацікавить підлітків.»
Олександр Зубченко підкреслює важливість видання історичних творів для підлітків та людей іншого віку, задля зацікавлення історією держави способом прочитання матеріалу, без карколомних дат, таблиць та подій. 
«Заглядаючи у сиву далечінь історичного буття, мимоволі задаєш собі питання: чому саме так відбувалися історичні події? Чому саме так візерунки доль історичних постатей вплітаються в історичну канву і створюють той неповторний малюнок подій, які ми намагаємося розгадати? Сухий перелік історичних дат навряд чи може зацікавити школяра чи студента, але художній опис історичних подій, в якому діють як справжні герої, так і вигадані, опис, який заворожує і захоплює сюжетом з інтригою, змушує забути про все навколо і поринути в інше, повне пригод життя — це, зазвичай, приносить набагато більше користі для розвитку та пробуджує цікавість та бажання вивчити історію рідного краю.».
У серпні 2014 року Видавництво Старого Лева видали роман «Перемагаючи Долю» з обкладинкою Ростислава Попського, а вже наприкінці року книгу було номіновано на премію BBC «Дитяча книга року». В цей же час Олександр Зубченко розпочинає роботу над наступними частинами оповіді, а вже у 2017 році Видавництво Старого Лева анонсує вихід перших двох книг серії під назвами: «Під чужим небом» та «Козацьке Щастя», над обкладинкою яких працювала Фоя Марія. У 2018 року вийшла заключна частина трилогії «Перемагаючи долю» — роман «Повій, вітре!».

## «Під чужим небом»
«Перемагаючи долю» — перша частина пригодницької трилогії. Дія відбувається у 17-му столітті, коли українські землі ділили між собою польські пани і татарсько-турецькі загарбники. Це час пробудження країни перед Визвольною війною Богдана Хмельницького, та й сам майбутній великий гетьман невдовзі з'являється на сторінках твору. Але головні герої а двоє братів, розлучених татарами. Починається роман татарським набігом, батько Івана і Юрка гине, намагаючись врятувати свою родину, селище спалюють. Матір хлопців убивають трохи пізніше, у Кафі, коли у рабство продають її синів. Івана викупає китаєць, майстер бойових мистецтв, пов'язаний із політичними процесами у своїй країні. Юрко потрапляє до яничарського корпусу у Туреччині. Долі братів подібні, але й різні водночас. Обоє роблять кар'єру і навчаються бойовим мистецтвам, потенційно вони можуть досягти значних висот у системах, де опинилися. Зрозуміло, що системи ці різні, і якщо через корупцію та міжусобиці китайська імперія підійшла до періоду занепаду, то турецька переживає період слави і розвитку. Де-факто будучи ледь не прийомним сином китайця, Іван опиняється у вирі політичних інтриг Великої Китайської Імперії, інколи навіть його сміливі вчинки впливають на перебіг подій. Коли його покровитель помирає, Іван вирішує повернутися на Батьківщину. Йде від Китаю до України він близько року, і з собою приносить в серці світоглядну китайську філософію, а за плечима два кривих мечі, що навіть зовні виділяє його поміж іншими воїнами. Юрій прийняв нове ім'я, він потурчився, як й інші хлопці у яничарському корпусі. Але цей хлопчик особливий, вже у юному віці показує неабияку майстерність і є одним з найкращих бійців серед однолітків. Навчання у турків відрізняється від самовдосконалення по-китайськи, а випробування часто жорстокі. Одним з таких стає двобій із полоненим: хто переможе, той і житиме. Комусь, як Юрію та його товаришу Петку, дістаються справжні воїни, а для когось поєдинок перетворюється на різанину. Минають роки, брати виростають, Іван повертається в Україну, а Юрій разом з іншими потурченими юнаками має захищати неприступну фортецю Азов. Проте, для славних козаків, питання неприступності не дуже актуальне, і Азов з боєм переходить до рук козаків. Ще до початку битви Юрій і Петко вирішують не атакувати козаків, яких вважають легендою, і лише відбивають удари. Побачивши це, татари намагаються покарати зрадників і ледь не смертельно ранять Юрія. Так доля зводить двох братів, та вони зустрічаються, щоб невдовзі знову розлучитися.

## «Козацьке Щастя»
1638 рік, на Лівобережжі лютують коронні війська Миколая Потоцького та Яреми Вишневецького. Козацький обов'язок змушує Івана Рубая і його вірних друзів-козаків Юрка, Петка та Миколу покинути коханих дівчат та стати на захист рідної землі. Запорожцям не раз доведеться поглянути в очі смерті, бо їхній ворог — нещадна й всевладна польська шляхта. Бойовій майстерності звитяжних козаків заздрять найвправніші польські й турецькі воїни. За своїх матерів й неньку Україну вони готові і в бій без зброї піти, і один проти десятьох змагатися, і, ризикуючи головою, податися до турецького хана рятувати дівчину. Доля знову розлучає Івана й красуню Оксану, щоб закохані серця, попри відстані й ворогів, все одно віднайшли шлях одне до одного. Бо «сміливі завжди мають щастя»!

## «Повій Вітре»
Наприкінці першої половини XVII століття татари продовжують нападати на Україну, але козацькі загони є саме тією могутньою силою, що може протистояти ворожій навалі. Слава про мужність і неабияку військову майстерність козаків гримить усією Європою. Саме тому французьке командування звертається до козацької старшини з проханням допомогти звільнити Дюнкерк від іспанців. Козацький сотник Іван Рубай вирушає до Франції. Та чи зможе він вирватися з рук смерті, чи зможе знову обійняти кохану Оксану, зустрітися з братом і друзями, які уже повірили в його загибель? У цьому романі — історія про кохання, непідвладне часу і відстані; історія про дружбу попри усі перешкоди та готовність рятувати близьких навіть зі смертельної небезпеки; історія про жагу до життя, а понад усе — щира любов до рідної України. 